# Max Blecher
Max Blecher (ur. 8 września 1909 w Botoszanach, zm. 31 maja 1938 w Roman) – rumuński prozaik pochodzenia żydowskiego.

## Życiorys
W 1928 r. wyjechał z Rumunii do Francji w celu podjęcia studiów medycznych na tamtejszym uniwersytecie. W Paryżu zdiagnozowano u pisarza gruźlicę kręgosłupa. Atak choroby na organ podtrzymujący ciało w pionie spowodował, że Blecher ostatnią dekadę swojego życia spędził w łóżku, lecząc się w europejskich sanatoriach, z których prowadził aktywną korespondencję m.in. z André Bretonem, André Gide’m i Martinem Heideggerem. W swoim pisarstwie łączył awangardę, modernizm i surrealizm. Jego twórczość jest porównywalna do dokonań: Franza Kafki, Tomasza Manna, Brunona Schulza.

## Twórczość
- Corp transparent
- Întâmplări în irealitate imediată (Zdarzenia w bliskiej nierzeczywistości)
- Inimi cicatrizate (Zabliźnione serca, W.A.B. - Grupa Wydawnicza Foksal, 2013[3])
- Vizuina luminată: Jurnal de sanatoriu (Rozświetlona jama. Dziennik sanatoryjny, Książkowe Klimaty, Wrocław, 2018)